# Примара (фільм, 1963)
«Примара» (італ. Lo Spettro) — італійський фільм жахів 1963 року, поставлений режисером Ріккардо Фредою. Третій псевдобританський фільм Фреди, вийшов під ім'ям Роберта Гемптона. Режисер узяв цей псевдонім для своїх фільмів жахів після невдалого прокату «Вампірів» (італ. I vampiri), приписавши провал італійському походженню фільму.

## Сюжет
Маєток в Шотландії, 1910 рік. Професор Джон Гічкок, знаменитий хірург і адепт окультних наук, прикований до інвалідного крісла довіряє своє здоров'я молодому лікареві Чарлзу Лівінгстону ― єдиному з його побратимів, який згоден робити професорові ін'єкції речовини його власного виготовлення, що складається з різних отрут. Лівінгстон — коханець молодої дружини Гічкока Маргарет. Вона не раз просила Лівінгстона позбавити її від чоловіка. Врешті-решт Чарлз погоджується, тим більше що, за словами самого Гічкока, немає нічого простішого: досить не дати професорові вчасно протиотрути. Після похоронів Гічкока нотаріус читає заповіт: Маргарет дістається будинок і неспокійна гувернантка Кетрін. Цінні папери, коштовності та інше, замкнуті в скриню, заповідані сирітському притулку батька Оуенза. Але цю скриню ще потрібно відкрити. Залишившись на самоті, Чарлз і Маргарет гарячково шукають ключ. Кетрін говорить, що ключ залишився у кишені мерця. Чарлз відкриває домовину, порпається в одязі покійного, який вже почав розкладатися, і знаходить ключ. На жаль, у скрині лежать папери, що не мають ніякої цінності. У Маргарет починається нервовий напад. Її починають переслідувати знаки, що лякають: десь дзвенять ланцюги; примара Гічкока йде на неї, немов зомбі, і вона розряджає в нього револьвер; краплі крові падають із стелі на її ліжко тощо. Чарлз своїми очима бачить тіло Гічкока в зашморгу на горищі. Маргарет все частіше чує звуки музичної скриньки, яку заводив її чоловік, коли хотів згадати щасливі моменти з минулого. Гувернантка, здібний медіум, говорить голосом покійного професора і заявляє, що скарби заховані під домовиною. Маргарет спускається у склеп і знаходить скриню в кам'яному постаменті під домовиною. Вона ушкоджує руку, відкриваючи скриню, і з подивом виявляє усередині лише череп.

Пітер Болдвін та Барбара Стіл у сцені з фільму

Чарлз хоче поїхати з будинку. Маргарет знаходить в його сумці коштовності Гічкока. Зіткнувшись зі зрадою, вона шаленіє і шматує обличчя коханця бритвою. Потім вона спалює його труп і готується накласти на себе руки, випивши отруту. Тут з'являється Гічкок. Але це не примара: він ходить і абсолютно здоровий. Чарлз дав йому випити напій, що викликає сон, схожий на смерть. Як помсту професор підлаштував усі нібито надприродні явища, які так турбували закоханих. Він додає, що саме він підкинув коштовності в сумку. Чарлз по-справжньому кохав Маргарет і не зраджував її. Кетрін допомагала хірургові втілити його підступний план помсти. Він дякує їй і вбиває, оскільки йому не потрібні зайві свідки. Потім він вкладає револьвер в руку Маргарет, яку тепер звинуватять в убивстві. Марно вона поранилася, відкриваючи скриню: його замок Гічкок змастив отрутою кураре, і тепер Маргарет охоплює параліч. Гічкок прощається з нею та від'їжджає, щоб насолоджуватися свободою, багатством і помстою. Перед тим, як вийти з кімнати, він випиває келих з отрутою, приготований Маргарет, думаючи, що це просто вино. Маргарет починає реготати як божевільна. Поліція відвезла її, повністю паралізовану. Гічкок помирає наодинці, застрягши в таємному проході за бібліотекою.

## У ролях
| • Барбара Стіл                    | … | Маргарет Гічкок      |
| • Пітер Болдвін                   | … | Чарлз Лівінгстон     |
| • Геррієт Вайт                    | … | Кетрін               |
| • Леонард Дж. Елліот (Еліо Йотта) | … | професор Джон Гічкок |
| • Чарлз Кечлер (Умберто Рахо)     | … | панотець Оуенз       |

## Знімальна група
- Автор сценарію — Роберт Гемптон, Роберт Дейвідсон (Оресте Бьянколі)
- Режисер-постановник — Роберт Гемптон (Ріккардо Фреда)
- Продюсер — Луїс Манн (Луїджі Карпентьєри, Ерманно Донаті)
- Композитор — Френк Воллес (Франко Манніно)
- Оператор — Доналд Грін (Рафаеле Машокке)
- Монтаж — Донна Крісті (Орнелла Мікелі)
- Художник по костюмах - Марілу Картені
- Артдиректор — Семі Філдс (Маріо К'ярі)